# Павле Арсоски
Павле Арсоски (на македонска литературна норма: Павле Арсоски) е офицер, генерал-майор от Северна Македония.

## Биография
Роден е на 27 декември 1967 година в Гостивар в семейството на Йове и Бойка. Завършва основното си образование в хърватския град Сисак. През 1986 г. завършва обща средна военна школа в Загреб, а през 1990 г. завършва Военната академия на Сухопътните войски на ЮНА. Военната си служба започва през 1990 г. като командир на минохвъргачна батарея в пехотен батальон в Илирска Бистрица, Словения. След Десетдневната война в Словения, напуска югославската народна армия и остава на разпореждане на тогавашния Секретариат за народна отбрана на Македония. През април 1992 г. започва службата му в армията на Република Македония и е назначен за командир на взвод в артилерийски дивизион на първа гвардейска бригада. В периода 1993 – 1997 г. е командир на батарея-рота в 1-ви пехотен батальон на 15-а пехотна бригада. След това до 2000 г. е заместник-командир на същия батальон в 15-а пехотна бригада. В същото време е офицер за свръзка с германския контингент на КФОР в Тетово (1999 – 2001). От 2000 до 2003 г. е последователно командир на 1-ви пехотен батальон от 15-а пехотна бригада и 1-ви пехотен батальон от 2-ра механизирана пехотна бригада. Тогава като командир на батальона участва в Конфликта в Република Македония в рамките на Оперативно-тактическа група 2, действаща в Тетово и Шар планина. През 2003 г. Команднощтабна академия в Скопие. Пак тогава завършва Европейския център за сигурност „Джордж Маршал“ в Гармиш-Партенкирхен в Германия. Между 2003 и 2008 г. е началник на С-3/5/7 в македонския полк за специални операции. От 2008 до 2012 г. е началник-щаб на полка за специални операции. През 2011 г. завършва националното училище за отбрана в Загреб, а през 2016 г. и магистратура в Института за национална история на Скопския университет. От 2012 до 2013 г. е командир на полка за специални операции. В периода 2013 – 2015 г. е командир на 1-ва механизирана пехотна бригада. От 2015 г. е заместник-командир на Обединеното оперативно командване на Република Северна Македония, а от 2018 г. е негов командир. През 2017 г. се записва за докторант в Института за национална история.

## Военни звания
- подпоручик от артилерията (1990)
- Поручик (1991)
- Капитан (1995)
- Капитан 1 клас (1999)
- Майор (2001), извънредно
- Подполковник (2006)
- Полковник (2010)
- Бригаден генерал (2013)
- Генерал-майор (2018)

## Трудове
- „Можностите на Р. Македонија за членство во НАТО до 2007 година” (Дипломна работа работа на КША);
- „Теории на конфликт: применливост на теоријата „Три столба“ на конфликтот во Македонија во 2001” (Дипломна работа на ШНО);
- „Историски развој на Армијата на Република Македонија” (Магистърски труд).